# 姚店子镇
姚店子镇是中国山东省临沂市沂水县下辖的一个镇。

## 行政区划
姚店子镇下辖姚店子村、凤台庄村、康家庄子村、前武家庄村、扈山前村、红门岭村、王家洼村、吉家庄村、东水旺庄村、西水旺庄村、烟家庄村、埠前庄村、赵庄子村、峙山庄村、吉子山村、土城庄村、唐家河村、东仁家旺村、西仁家旺村、麦坡坪村、坡子村、东黄家庄村、西黄家庄村、后黄家庄村、东戚家庄村、西戚家庄村、泉子湖村、八宝庄村、黄山庄村、土沟村、前朱家楼子村、后朱家楼子村、阳早村、永富庄村、墓上贤村、扈山店村、海子村、关帝庙村、后武家庄村、苗家庄村、长山官庄村、大桥村、王家坪村、庞家庄村、邵家宅村。
现在已无姚店子镇，部分村庄已合并为其他镇